# Chattahoochee (film)
Pour l’article homonyme, voir Chattahoochee.
Pour plus de détails, voir Fiche technique et Distribution.
Chattahoochee est un film américain réalisé par Mick Jackson en 1989.

## Synopsis
L'histoire d'un héros vétéran de la guerre de Corée à l'hôpital d'État de Floride (une institution psychiatrique à Chattahoochee), contre les médecins qui terrorisent et torturent leurs patients.

## Fiche technique
- Titre : Chattahoochee
- Réalisation : Mick Jackson
- Scénario : James Hicks
- Producteurs : Aaron Schwab, Faye Schwab
- Société de production : Hemdale Film
- Montage : Don Fairservice
- Photographie : Andrew Dunn
- Musique : John E. Keane
- Pays :  États-Unis
- Langue : anglais
- Format : Couleur - son Dolby - 35mm - 1,85:1
- Durée : 97 minutes
- Dates de sortie :
  - 20 avril 1990,  États-Unis
  - 6 septembre 1991,  Royaume-Uni

## Distribution
- Gary Oldman (V. F. : Dominique Collignon-Maurin) : Emmett Foley
- Dennis Hopper (V. F. : Patrick Floersheim) : Walker Benson
- Frances McDormand : Mae Foley
- Pamela Reed : Earlene
- Ned Beatty : Dr Harwood
- M. Emmet Walsh : Morris
- William De Acutis : Missy
- Lee Wilkof : Vernon
- Matt Craven : Lonny